# 7391 Strouhal
7391 Strouhal este un asteroid din centura principală de asteroizi.

## Descriere
7391 Strouhal este un asteroid din centura principală de asteroizi. A fost descoperit pe 8 noiembrie 1983 la Observatorul Kleť de Antonín Mrkos. Asteroidul prezintă o orbită caracterizată de o semiaxă mare de 2,63 ua, o excentricitate de 0,22 și o înclinație de 5,0° în raport cu ecliptica.